# Nanocopia minuta
Nanocopia minuta is een eenoogkreeftjessoort uit de familie van de Platycopiidae. De wetenschappelijke naam van de soort is voor het eerst geldig gepubliceerd in 1988 door Fosshagen.